# Anisopogon avenaceus
Genre
Espèce
Synonymes
- Avena anisopogon Raspail[2]
- Danthonia anisopogon Trin.[2] [3]
- Deyeuxia avenacea (R. Br.) Spreng.[3]
- Deyeuxia avenacea (R.Br.) Spreng.[2]

Anisopogon avenaceus est une espèce de plantes à fleurs monocotylédones de la famille des Poaceae, de la sous-famille des Pooideae, originaire d'Australie. C'est l'unique espèce du genre Anisopogon (genre monotypique). 